# 넬슨 (밴드)
넬슨(Nelson)은 리키 넬슨의 두 쌍둥이 형제 아들 매슈 넬슨과 거너 넬슨을 중심으로 결성된 미국의 록 밴드이다.